# Sixto Durán-Ballén
Sixto Alfonso Durán-Ballén Cordovez (Boston, 14 juli 1921 – Quito, 15 november 2016) was president van Ecuador van 10 augustus 1992 tot 10 augustus 1996.

## Presidentschap
Durán-Ballén, oud-burgemeester van Quito, werd in 1992 gekozen tot president van Ecuador. Hij kondigde aan de planeconomie van Ecuador te zullen omvormen tot een vrije markteconomie, teneinde de inflatie te bestrijden en economische groei te bevorderen. Twee conservatieve kandidaten – Durán-Ballén en de rijke zakenman Jaime Nebot – streden om de opvolging van de gematigd linkse Rodrigo Borja, die niet voor herverkiezing in aanmerking kwam. 
Economisch gezien ging het tijdens zijn presidentschap een stuk minder goed. Ecuador raakte midden jaren negentig verzeild in een grote economische crisis. Zesmaal moest Durán-Ballen de staat van beleg afkondigen.
Daarnaast raakte Ecuador onder zijn leiding in conflict met buurland Peru. De grensoorlog begon op 26 januari 1995 na een aanval van een Ecuadoriaanse legerhelikopter op een controlepost van het Peruaanse leger in het omstreden gebied. Ecuador gaf Peru echter de schuld. Het land zou het conflict hebben uitgelokt, zodat president Alberto Fujimori het kon gebruiken bij zijn campagne voor zijn herverkiezing op 9 april.
Inzet van het conflict was een slechts door indianenstammen spaarzaam bewoond gebied, 300 kilometer landinwaarts van de Stille Oceaan, aan de Cenepa-rivier. Over een afstand van 78 kilometer stonden daar nog geen grenspalen, omdat Ecuador volgens Peru in 1950 niet meer wilde meewerken met het verder afbakenen van de afgesproken grens. De kortstondige oorlog leidde tot tientallen doden. In april 1995 werd een wapenstilstand gesloten.
Durán-Ballén studeerde architectuur in de Verenigde Staten en werd benoemd tot minister van Openbare Werken in de regering van Camilo Ponce Enríquez. In die functie ontwierp hij een ambitieus plan van openbare werken, waardoor veel wegen werden gebouwd en veel bestaande verkeersverbindingen werden herbouwd. Ook lanceerde hij de bouw van luchthavens in Quito en Guayaquil, en de havens van Guayaquil en Puerto Bolívar, plus de aanleg van het telefoonnet.